# Gombos Jim és Lukács, a masiniszta (film)
A Gombos Jim és Lukács, a masiniszta (eredeti cím: Jim Knopf und Lukas der Lokomotivführer) 2018-ban bemutatott német játékfilm, amely Michael Ende azonos című könyve alapján készült. A címszerepet Solomon Gordon (Gombos Jim) és Henning Baum (Lukács) alakítja.
A filmet Németországban 2018. március 29-én mutatták be, Magyarországon pedig 2018. június 21-én.

## Rövid tartalom
|  | Alább a cselekmény részletei következnek! |

Gombos Jimet a 13 haramia elpostázza Vicsornénak, ám a csomag rossz helyre érkezik. Jim Gyöngyélet földjén nevelkedik abban a hitben, hogy ott született. Legjobb barátai lesznek Lukács a masiniszta és Emma a gőzmozdony. Egy nap Jim megtalálja azt a dobozt amiben őt elpostázták. Eközben Lukács megtudja, hogy Emmának nincs hely Gyöngyélet földjén (pedig csak körülbelül 5 ember él ott). Elindulnak, hogy új helyet keressenek maguknak és Jim is velük tart, hogy megtalálja igazi otthonát. Eljutnak a messzi Kínába, ahol megtudják hogy Lisi a hercegnő is eltűnt. Összebarátkoznak Ping Ponggal, a pöttöm kínai gyerekkel. Kalandos utazásnak leszünk szemtanúi. Jim, Lukács és Emma végül kiszabadítják a gyerekeket a sárkányok fogságából. A történet azzal zárul, hogy Emmának születik egy kis mozdonya, Molly.
|  | Itt a vége a cselekmény részletezésének! |

## Szereplők
| Szereplő | Színész                | Magyar hang      | Leírás                                                                      |
| --- | ---------------------- | ---------------- | --------------------------------------------------------------------------- |
| Gombos Jim | Solomon Gordon         | Tóth Márk        | A film főszereplője, egy néger kisfiú, aki Lukáccsal útra kel.              |
| Lukács, a masiniszta | Henning Baum           | Király Attila    | Jim legjobb barátja, egy mozdonyvezető, aki Emma nevű mozdony masinisztája. |
| Mitmondné | Annette Frier          | Ónodi Eszter     | Jim nevelőanyja.                                                            |
| Alfonz király | Uwe Ochsenknecht       | Hirtling István  | ?                                                                           |
| Feszes úr | Christoph Maria Herbst | Seress Zoltán    | ?                                                                           |
| Tur Tur | Milan Peschel          | Végh Péter       | A vegetáriánus óriás.                                                       |
| Ping Pong | Eden Gough             | Maszlag Bálint   | Egy kínai kisfiú                                                            |
| Li Szi hercegnő | Leighanne Esperanzate  | Vida Sára        | Jim szerelmese, aki Mandala császárának kislánya.                           |
| Császár | Kao Chenmin            | Cs. Németh Lajos | Mandala császára és Li Si hercegnő édesapja                                 |
| Pi Pa Po | Ozzie Yue              | Fazekas István   | Mandala császárának gonosz minisztere.                                      |
| Postás | Volker Michalowski     | Dankó István     | ?                                                                           |
| Bölcsek | Maverick Queck         | Dankó István     | ?                                                                           |
| Bölcsek | Tadashi Endo           | Csuha Lajos      | ?                                                                           |
| Bölcsek | Andy Cheung            | Rada Bálint      | ?                                                                           |
| Kapitány | Hon Ping Tang          | Gémes Antos      | ?                                                                           |
| Eszkimó fiú | Timo Hölzl             | Mayer Marcell    | ?                                                                           |
| Japán fiú | Finn-Luka Schmidt      | Vida Bálint      | ?                                                                           |
| Afrikai fiú | Ermias Nennmann        | Vida Bálint      | ?                                                                           |
| Indián lány | Zoe Stehle             | Mayer Szonja     | ?                                                                           |
| Szereplő | Eredeti hang           | Magyar hang      | Leírás                                                                      |
| Mesélő | Thomas Fritsch         | Papp János       | –                                                                           |
| Nepumuk | Michael Herbig         | Hamvas Dániel    | Jim és Lukács barátja, egy félsárkány, aki félig sárkány, félig víziló.     |
| Vicsorné | Judy Winter            | Igó Éva          | A gonosz sárkányasszony.                                                    |
| További magyar hangok |                        |                  |                                                                             |
| Bárány Virág, Bartók László, Csonka Anikó, Faragó András, Hannus Zoltán, Kadosa Patrik, Kardos Róbert, Lovas Dániel, Mohácsi Nóra, Németh Attila István, Suhajda Dániel, Takátsy Péter |                        |                  |                                                                             |